# Classe Inflexible
La classe Inflexible est une classe de vaisseau de ligne de 3e rang portant 64 canons, conçue par Thomas Slade pour la Royal Navy. Les plans de cette classe sont principalement basés sur ceux de la classe de 74 canons Albion (en) précédemment conçue par Thomas Slade.

## Les unités de la classe
| classe Inflexible   | classe Inflexible    | classe Inflexible | classe Inflexible | classe Inflexible | classe Inflexible |
| Nom                 | chantier naval       | commande          | Lancement         | fin               |                   |
| ------------------- | -------------------- | ----------------- | ----------------- | ----------------- | ----------------- |
| HMS Inflexible (en) | Barnard, Harwich     | 26 février 1777   | 7 mars 1780       | détruit en 1820   |                   |
| HMS Africa          | Barnard, Deptford    | 11 février 1778   | 11 avril 1781     | détruit en 1814   |                   |
| HMS Dictator (en)   | Batson, Limehouse    | 21 octobre 1778   | 6 janvier 1783    | détruit en 1817   |                   |
| HMS Sceptre         | Randall, Rotherhithe | 16 janvier 1779   | 8 juin 1781       | naufragé en 1799  |                   |